# Raffaele Cavadini
Raffaele Cavadini (* 12. Juli 1954 in Mendrisio) ist ein von der «Tessiner Schule» beeinflusster Schweizer Architekt und Hochschullehrer.

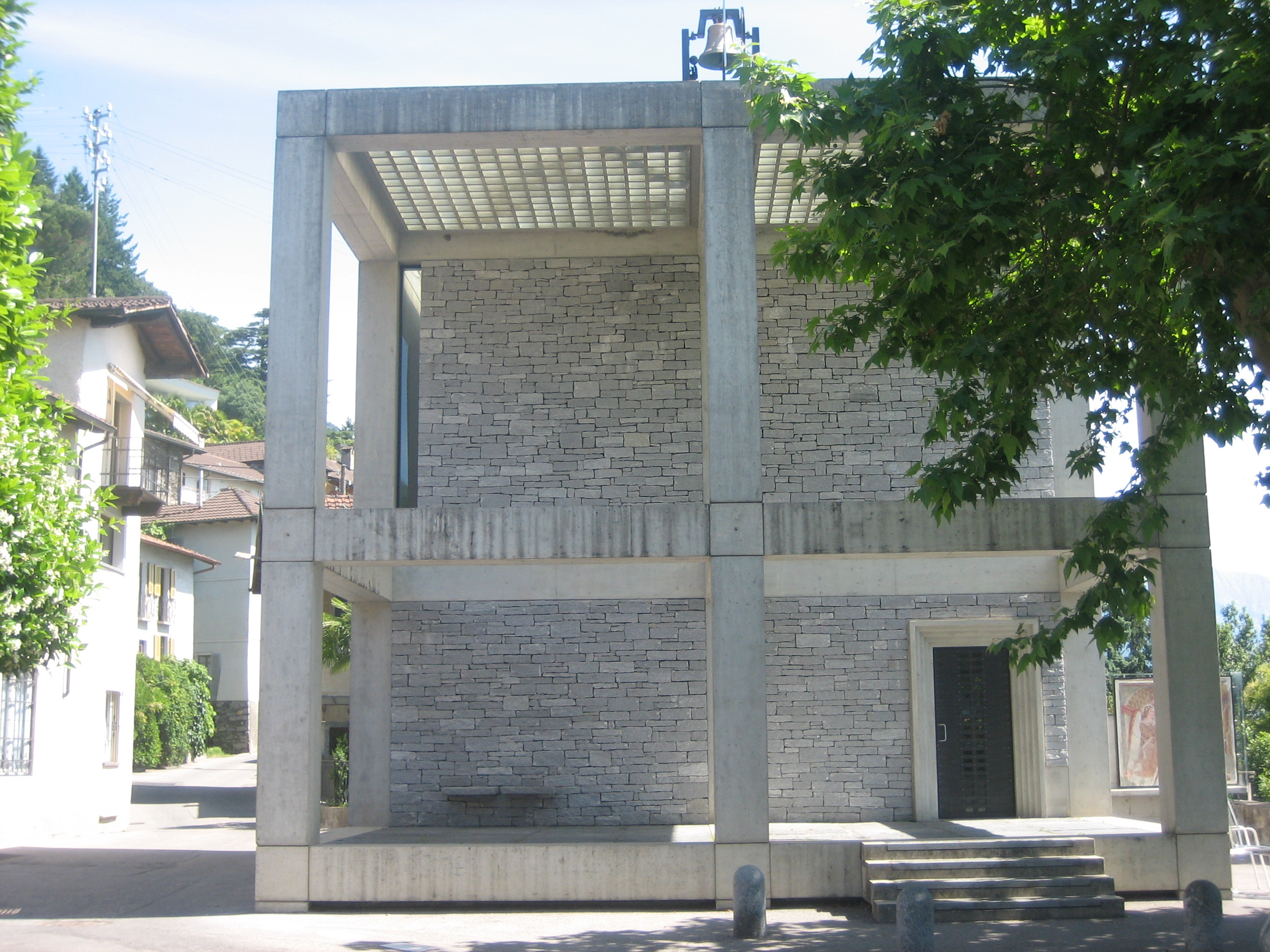
Oratorium von Porta (Brissago), 1996

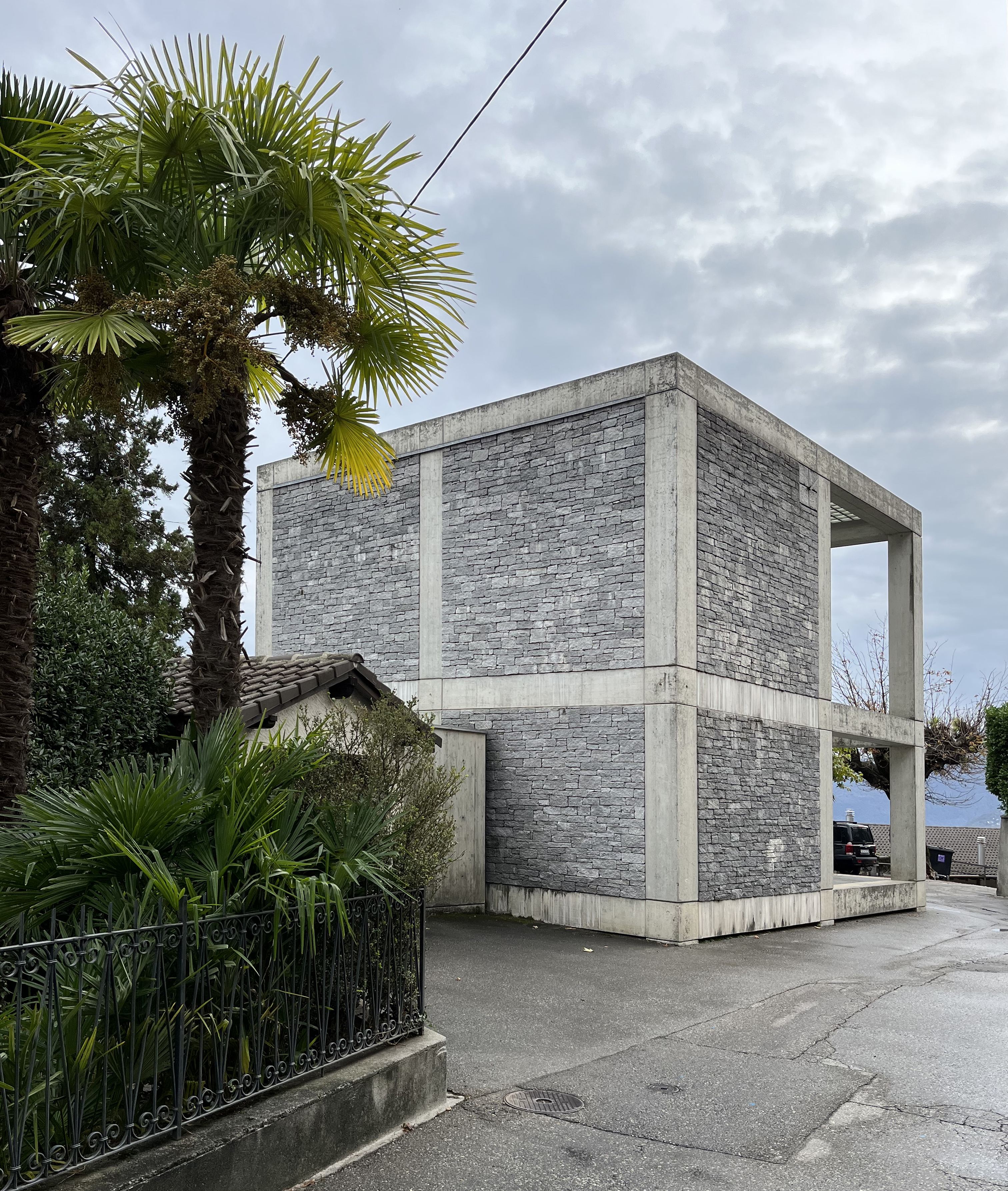
Oratorium von Porta, Ansicht von Nordosten

## Werdegang
Cavadini studierte in den Jahren 1973 und 1974 Architektur an der ETH Zürich und ging anschließend nach Venedig, wo er sein Studium 1980 abschloss. Anschließend arbeitete er für kurze Zeit bei Aurelio Galfetti. Von 1982 bis 1985 war er im Büro von Luigi Snozzi tätig. 1985 eröffnete er sein eigenes Büro in Locarno. Cavadini zählt neben Michele Arnaboldi, Bonetti e Bonetti, Guidotti Architetti und Stefano Moor zu den wichtigsten Vertretern der jungen Generation der „Tessiner Schule“. In seiner Entwurfshaltung demonstriert Cavadini eine große Nähe zu den Arbeiten von Luigi Snozzi. Auch er sieht in seinen häufig in Sichtbeton ausgeführten, geometrisch klaren Bauten keine autonomen Objekte.
Lehrtätigkeit
1981 wurde Cavadini Assistent am Lehrstuhl von Ivano Gianola in Genf. Ein Jahr später wechselte er an die ETH Zürich, wo er ein Jahr lang als Assistent von Ernst Studer arbeitete. 1986 war Cavadini Gastprofessor am SCI–Arc der Universität Los Angeles, von 1987 bis 1988 Gastprofessor am Polytechnikum in Lausanne. In den Jahren 1995 und 1996 leitete er zwei internationale Studienkurse in Monte Carasso und  Brig-Glis. Von 2002 bis 2007 war er Professor für Entwerfen an der Accademia di Architettura in Mendrisio. 2008 war er Gastprofessor an der TU München.
Mitgliedschaften
Cavadini war von 1990 bis 2001 Mitglied der Tessiner Denkmalschutzkommission, von 1997 bis 2002 Mitglied der Denkmalschutzkommission der Schweiz. Seit 2007 ist Cavadini Mitglied der Tessiner Diözesankommission.

## Architektursprache
Cavadini arbeitet bevorzugt mit roh verschaltem Beton und Granit. Kennzeichnend für seine Arbeiten ist ein minimalistischer und zugleich technisch sehr präziser Stil, wobei die karge Architektursprache Bezug auf die lokale Baukunst nimmt.

## Bauten
- 1984–1985: Haus Rusca, Torre
- 1987–1989: Hotell Nessi, Locarno
- 1988: Haus Cavadini, Brissago
- 1989–1994: Haus Pasinelli, Minusio
- 1990–1991: Haus Kalt, Locarno
- 1990–1991: Appartementhaus Vairora, Gordola
- 1991–1992: Wohnhaus Juri, Ambri
- 1991–1996: Oratorium von Porta, Brissago
- 1993–1995: Rathaus, Piazza Posta Vecchia und Aussegnungshalle, Iragna
- 1996: Restaurierung des Mercato Coperto, Giubiasco
- 1998–2000: Völkerkundemuseum, Olivone
- 1998–2000: Restaurierung der Kirche S. Maria delle Grazie, Cugnasco
- 2003–2004: Haus Weick, Aranno
- 2008–2012: Restaurierung der Pfarrkirche, Sigirino

## Auszeichnungen und Preise
- 1996: Hase in Gold für Gemeindehaus, Iragna[4]
- 1997: Luoghi e culture della pietra, Internationaler Preis für Steinarchitektur Verona für Arbeiten, Iragna
- 1999: Internationaler Architekturpreis für Bauen in den Alpen Sexten für Völkerkundemuseum, Olivone
- 2003: Preis der SIA Tessin für Völkerkundemuseum, Olivone

## Ausstellungen
- 2004: ETH Zürich
- 2004: FH Köln
- 2005: Universität Bonn